# Айттінг
Айттінг (нім. Eitting) — громада в Німеччині, розташована в землі Баварія. Підпорядковується адміністративному округу Верхня Баварія. Входить до складу району Ердінг. Складова частина об'єднання громад Обердінг.
Площа — 35,63 км2. Населення становить 2921 ос. (станом на 31 грудня 2020).